# دوري (لاعب كرة قدم)
دوري (بالبرتغالية: Dorielton‏) هو لاعب كرة قدم برازيلي في مركز الهجوم، ولد في 7 مارس 1990 في فيلا فاليا في البرازيل. لعب مع نادي برازيليا ونادي تشانغتشون ياتاي ونادي فلومينينسي ونادي ناوتيكو.

## وصلات خارجية
- دوري على موقع قاعدة بيانات كرة القدم.إي يو (الإنجليزية)
- دوري على موقع Soccerway.com (الإنجليزية)
- دوري على موقع عالم كرة القدم.نت (الإنجليزية)